# Kian Emadi
Kian Emadi-Coffin (Stoke-on-Trent, 29 juli 1992) is een Engels baanwielrenner.

## Palmares
| Jaar     | BK                                  | EK                   | WK                   | Overig                                 |
| Junioren | Junioren                            | Junioren             | Junioren             | Junioren                               |
| -------- | ----------------------------------- | -------------------- | -------------------- | -------------------------------------- |
| 2009     | Sprint, 1 km, Keirin                |                      |                      |                                        |
| 2010     | 1 km, Keirin, Sprint                |                      |                      |                                        |
| Elite    |                                     |                      |                      |                                        |
| 2011     | Teamsprint                          |                      |                      |                                        |
| 2012     | 1 km, Keirin                        |                      |                      |                                        |
| 2013     | Sprint, Teamsprint, 1 km            |                      |                      | Cottbus: Teamsprint                    |
| 2014     |                                     |                      |                      | Gemenebestspelen: Teamsprint           |
| 2015     |                                     |                      |                      |                                        |
| 2016     |                                     | Ploegenachtervolging |                      | WB Glasgow: Ploegenachtervolging       |
| 2017     | Ploegenachtervolging, Achtervolging |                      |                      | WB Manchester: Ploegenachtervolging    |
| 2018     | 1 km                                |                      | Ploegenachtervolging | Gemenebestspelen: Ploegenachtervolging |

## Ploegen
- 2016 –  Team Wiggins (vanaf 26-5)